# Dynamene bidentata
Dynamene bidentata is een pissebed uit de familie Sphaeromatidae. De wetenschappelijke naam van de soort is voor het eerst geldig gepubliceerd in 1800 door Adams.

## Beschrijving
Dynamene bidentata is ovaal van vorm, de vijf voorste lichaamssegmenten zijn samengegroeid. Mannetjes kunnen tot 7 mm lang worden in vergelijking met 6 mm voor vrouwtjes. Het zesde abdominale (pleon) segment is versmolten met het achterste (telson) en vormt een pleotelson die vrij kan articuleren. Mannetjes en vrouwtjes van deze soort verschillen qua uiterlijk (seksueel dimorfisme). De pleotelson is koepelvormig en glad bij vrouwen, maar ruig bij mannen met een centrale projectie (knobbeltje). Dit knobbeltje is opvallend bot en tweelobbig (twee lobben). Kleuring voor deze soort is variabel met mannetjes meestal bruin en vrouwtjes groen, rood of geel van kleur. Vrouwtjes die gepaard hebben vervellen en worden wit of kleurloos.
De bovenkant van de vertakte poten (endopoden) is versmolten met de steel. De uropoden zijn lateraal en biramous voor beide geslachten, hoewel mannetjes meer borstelig lijken. De segmenten van het lichaam zijn gelijk bij vrouwen, terwijl mannen twee paar achterwaarts geplaatste processen hebben. De vrouwtjes zijn te onderscheiden van andere soorten zoals Sphaeroma en Lekanesphaera door een inkeping in het midden van het achterste segment.

## Verspreiding
Dynamene bidentata wordt gevonden in de ondiepe wateren van de noordoostelijke Atlantische Oceaan (Spanje, Frankrijk tot Nederland), de westelijke Middellandse Zee en de Britse Eilanden. Volwassenen dieren worden meestal gevonden in ondiepe wateren in rotsspleten of in zeepokkenmantels. Juvenielen worden in het getijdengebied gevonden tussen algen, waar ze zich mee voeden.